# James P. Allison
James Patrick Allison, född 7 augusti 1948 i Alice, Texas, är en amerikansk forskare och immunolog som tilldelades Nobelpriset i fysiologi eller medicin 2018 tillsammans med Tasuku Honjo.

## Galleri

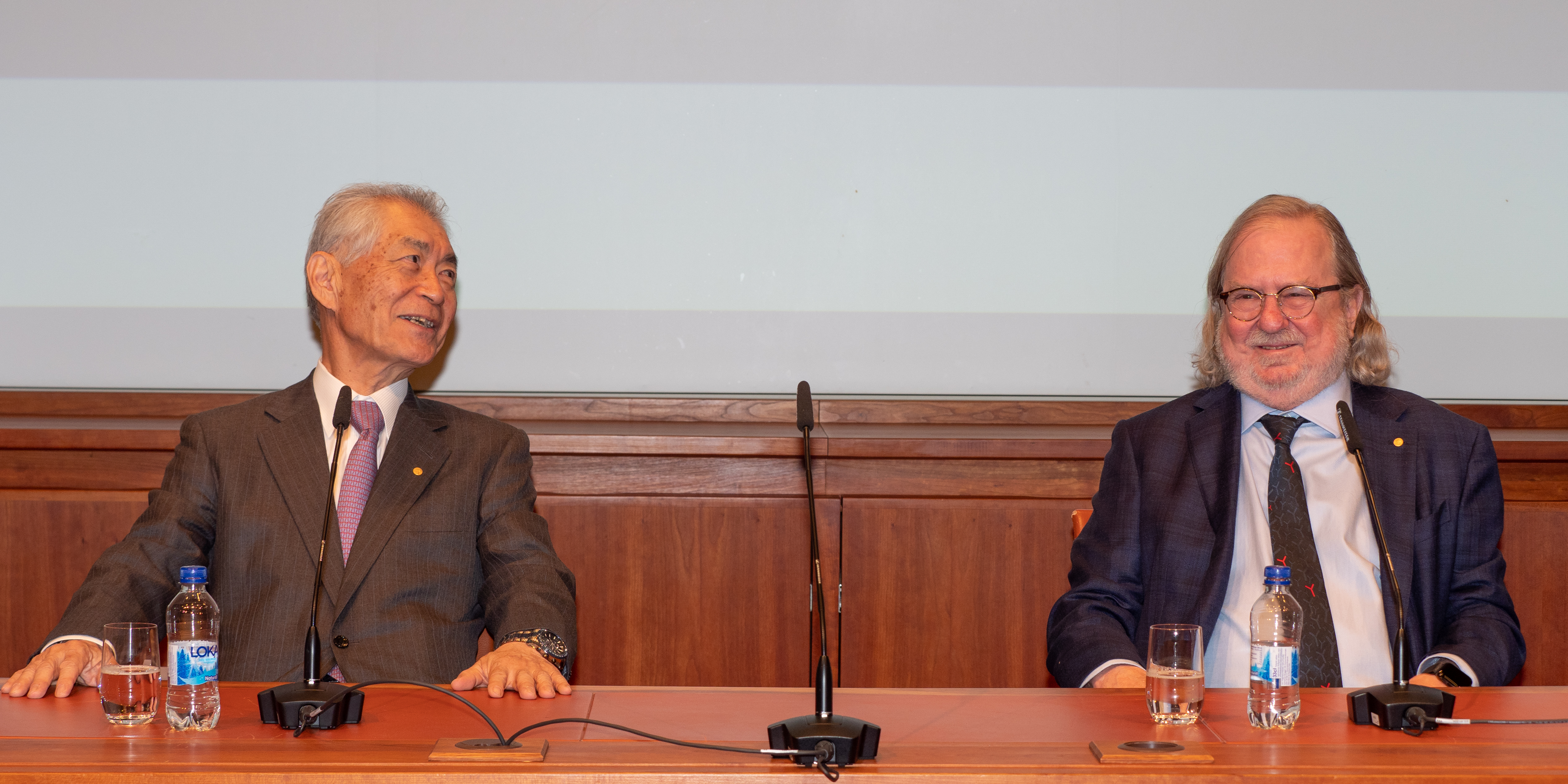
Tasuku Honjo och James P. Allison under Nobel presskonferens i Stockholm december 2018.

## Utmärkelser
- William B. Coley Award,  2005[10]
- AAAS Fellow,  2006[11]
- American Association of Immunologists Lifetime Achievement Award,  2011
- Gabbay-utmärkelsen,  2011[12]
- AACR-CRI Lloyd J. Old Award in Cancer Immunology,  2013[13]
- Novartis Prize för klinisk immunologi,  2013[14]
- AACR-G.H.A. Clowes Award for Outstanding Basic Cancer Research,  2014[15]
- Fellow of the AACR Academy,  2014
- Breakthrough Prize i livsvetenskap,  2014[16]
- Massry-priset,  2014
- Louisa Gross Horwitz-priset,  2014[17]
- Gairdner Foundation International Award,  2014
- Harvey-priset,  2014[18]
- Tangpriset,  19 juni 2014[19]
- Lasker-DeBakey Clinical Medical Research Award,  2015[20]
- Paul Ehrlich och Ludwig Darmstaedter-priset,  2015
- Clarivate Citation Laureates,  2016[21]
- BBVA Foundation Frontiers of Knowledge Award,  2017
- Warren Alpert Foundation Prize,  2017
- Balzanpriset,  2017
- Wolfpriset i medicin,  2017[22]
- Dr. Paul Janssen Award for Biomedical Research,  2018[23]
- Albany Medical Center-priset,  2018[24]
- Kung Faisals internationella pris i medicin,  2018
- Nobelpriset i fysiologi eller medicin,  2018[25][26]
- Jessie Stevenson Kovalenko Medal,  2018[27]
- Benjamin Franklin-medaljen,  2019
- Sjöbergpriset

[Redigera Wikidata]